# Pawonków (gromada)
Pawonków – dawna gromada, czyli najmniejsza jednostka podziału terytorialnego Polskiej Rzeczypospolitej Ludowej w latach 1954–1972.
Gromady, z gromadzkimi radami narodowymi (GRN) jako organami władzy najniższego stopnia na wsi, funkcjonowały od reformy reorganizującej administrację wiejską przeprowadzonej jesienią 1954 do momentu ich zniesienia z dniem 1 stycznia 1973, tym samym wypierając organizację gminną w latach 1954–1972.
Gromadę Pawonków z siedzibą GRN w Pawonkowie utworzono – jako jedną z 8759 gromad na obszarze Polski – w powiecie lublinieckim w woj. stalinogrodzkim, na mocy uchwały nr 20/54 WRN w Stalinogrodzie z dnia 5 października 1954. W skład jednostki weszły obszary dotychczasowych gromad Łagiewniki Wielkie i Pawonków oraz niektóre parcele z kart 1, 2 i 3 obrębu Dralin z dotychczasowej gromady Dralin ze zniesionej gminy Pawonków, a także parcele 46/5 i 47/5 z karty 7 obrębu Glinica z dotychczasowej gromady Glinica ze zniesionej gminy Kochcice, w tymże powiecie. Dla gromady ustalono 17 członków gromadzkiej rady narodowej.
20 grudnia 1956 województwo stalinogrodzkie przemianowano (z powrotem) na katowickie.
31 grudnia 1961 do gromady Pawonków włączono obszary zniesionych gromad Kośmidry i Lisowice w tymże powiecie.
Gromada przetrwała do końca 1972 roku, czyli do kolejnej reformy gminnej. 1 stycznia 1973 w powiecie lublinieckim reaktywowano gminę Pawonków.